# オノリオ・エルメト・カルネイロ・レオン (パラナ侯爵)
パラナ侯爵オノリオ・エルメト・カルネイロ・レオン (ポルトガル語: Honório Hermeto Carneiro Leão, Marquis of Paraná、1801年1月11日 - 1856年9月3日) はブラジル帝国の政治家、外交官、裁判官で、君主制支持者。ミナスジェライス州サン・カルロス・ド・ジャクイーの貧しい家庭に生まれ、ポルトガル本国のコインブラ大学で学んだ後ブラジルに帰国し、1826年に判事に任じられた。後には控訴裁判所の裁判官に昇任した。1830年にはミナス・ジェライス州選出の連邦議会下院議員となり、1834年・1838年にも再選されて1841年まで務めた。
1842年にはミナスジェライス州選出の連邦議会上院議員となり、1843年にはブラジル皇帝ペドロ2世から組閣を命じられた。それまでは皇帝が内閣の閣僚を指名していたが、カルネイロ・レオンは自ら閣僚を選んだことから、実質的にブラジルで初の首相となった人物とされる。1844年には皇帝と対立して辞任した。
1851年にはウルグアイに派遣され、ウルグアイ・コリエンテス州・エントレ・リオス州との間でアルゼンチン連合に対抗するための同盟関係を成立させた。この功績により皇帝からパラナ侯爵に叙され、1853年には再び閣僚評議会議長に任命された。しかし在任中の1856年9月3日に原因不明の高熱を発して急死した。